# Xysticus peccans
Xysticus peccans är en spindelart som beskrevs av O. Pickard-Cambridge 1876. Xysticus peccans ingår i släktet Xysticus och familjen krabbspindlar.
Artens utbredningsområde är Egypten. Inga underarter finns listade i Catalogue of Life.